# Нуринерское сельское поселение
Нуринерское се́льское поселе́ние — муниципальное образование в Балтасинском районе Татарстана Российской Федерации.
Административный центр — село Нуринер.

## История
Статус и границы сельского поселения установлены Законом Республики Татарстан от 31 января 2005 года № 49-ЗРТ «Об установлении границ территорий и статусе муниципального образования "Балтасинский муниципальный район" и муниципальных образований в его составе».

## Население
| 2010  | 2011  | 2012  | 2013  | 2014  | 2015  | 2016  |
| ----- | ----- | ----- | ----- | ----- | ----- | ----- |
| 1478  | ↘1477 | ↘1439 | ↘1432 | ↗1443 | ↘1429 | ↘1407 |
| 2017  | 2018  |       |       |       |       |       |
| ↘1374 | ↘1354 |       |       |       |       |       |

## Состав сельского поселения
| № | Населённый пункт | Тип населённого пункта       | Население |
| - | ---------------- | ---------------------------- | --------- |
| 1 | Комаров-Завод    | деревня                      |           |
| 2 | Нуринер          | село, административный центр |           |
| 3 | Тархан           | посёлок                      |           |
| 4 | Чутай            | село                         |           |